# Mount Sundbeck
Der Mount Sundbeck ist ein 3030 m hoher Berg in der antarktischen Ross Dependency. Er ragt 6 km südöstlich des Mount Stubberud aus einem Gebirgskamm auf, der vom nördlichen Nilsen-Plateau im Königin-Maud-Gebirge ausgeht.
Der United States Geological Survey kartierte ihn anhand eigener Vermessungen und Luftaufnahmen der United States Navy aus den Jahren von 1960 bis 1964. Das Advisory Committee on Antarctic Names benannte den Berg 1967 nach Knut Sundbeck (1883–1967), Maschinist der Fram bei der Südpolexpedition (1910–1912) des norwegischen Polarforschers Roald Amundsen. Das Komitee nahm damit Bezug auf den von Amundsen benannten, jedoch nicht zuordenbaren Berg Mount K. Sundbeck.